# Tomás de Teresa
Tomás de Teresa Colina  (né le 5 septembre 1968 à Santoña) est un athlète espagnol, spécialiste du 800 mètres.

## Biographie
Tomás de Teresa remporte le titre national sur 800 mètres à trois reprises, en 1989, 1994 et 1995. En salle, il s'impose en 1989.

### Palmarès
| Date | Compétition                    | Lieu       | Résultat | Performance   |
| ---- | ------------------------------ | ---------- | -------- | ------------- |
| 1987 | Championnats d'Europe juniors  | Birmingham | 1er      | 1 min 49 s 37 |
| 1990 | Championnats d'Europe en salle | Glasgow    | 2e       | 1 min 47 s 22 |
| 1991 | Championnats du monde en salle | Séville    | 2e       | 1 min 47 s 82 |
| 1991 | Championnats du monde          | Tokyo      | 8e       | 1 min 47 s 65 |
| 1994 | Championnats d'Europe          | Helsinki   | 3e       | 1 min 46 s 56 |

### Records
| Épreuve    | Épreuve      | Performance   | Lieu    | Date            |
| ---------- | ------------ | ------------- | ------- | --------------- |
| 800 mètres | En plein air | 1 min 44 s 99 | Séville | 30 mai 1990     |
| 800 mètres | En salle     | 1 min 46 s 97 | Séville | 28 février 1989 |